# Зерделі
Зерделі́ (каз. Зерделі) — село у складі Жетисайського району Туркестанської області Казахстану. Входить до складу сільського округу Шаблана Дільдабекова.
У радянські часи село називалось Більшовик.
Населення — 1085 осіб (2021; 1037 у 2009, 908 у 1999, 774 у 1989).